# فاکتور نکروز توموری بتا
فاکتور نکروز توموری بتا (انگلیسی: tumor necrosis factor-beta) یا لنفوتوکسین آلفا (به انگلیسی: lymphotoxin alpha) نام یکی از شناخته شده‌ترین فاکتورهای نکروز تومور است. فاکتورهای نکروز تومور گروهی از سیتوکین‌ها هستند که موجب آپوپتوزیز (خزان یاخته‌ای) سلول‌ها می‌شوند. این لنفوتوکسین به همراه لنفوتوکسین بتا از لنفوسیت‌ها ترشح شده موجب نکروز بسیاری از سلول‌های تومورال، تحریک لکوسیت‌ها و ایجاد پاسخ التهابی می‌شوند.